# Медресе Кукельдаш (Ташкент)
Медресе Кукельдаш (узб. Koʻkaldosh madrasasi / Кўкалдош мадрасаси) — крупнейшее из 23 медресе старого Ташкента, построено не позднее 1569 года министром ташкентских шейбанидских султанов Барак-хана и Дервиш-хана, носившим прозвище «кукельдаш»..
Медресе было сооружено на возвышенности былого шахристана Бинкета, на остатках вала южной крепостной стены.
Главный портал, высотой 15,7 м, ведёт к внутреннему двору, ограниченному двухэтажными общежитиями в виде келий — худжр. Каждая келья состоит из комнаты и входной ниши — айвана. Два или три студента занимали одну комнату. С башен (гулдаста) по углам главного портала муэдзины, или азанчи, призывают верующих на поклонение (намаз).
Портал был сильно разрушен землетрясениями 1866 и 1886 годы. Восстановлен в 1950—61 годах.

## Галерея

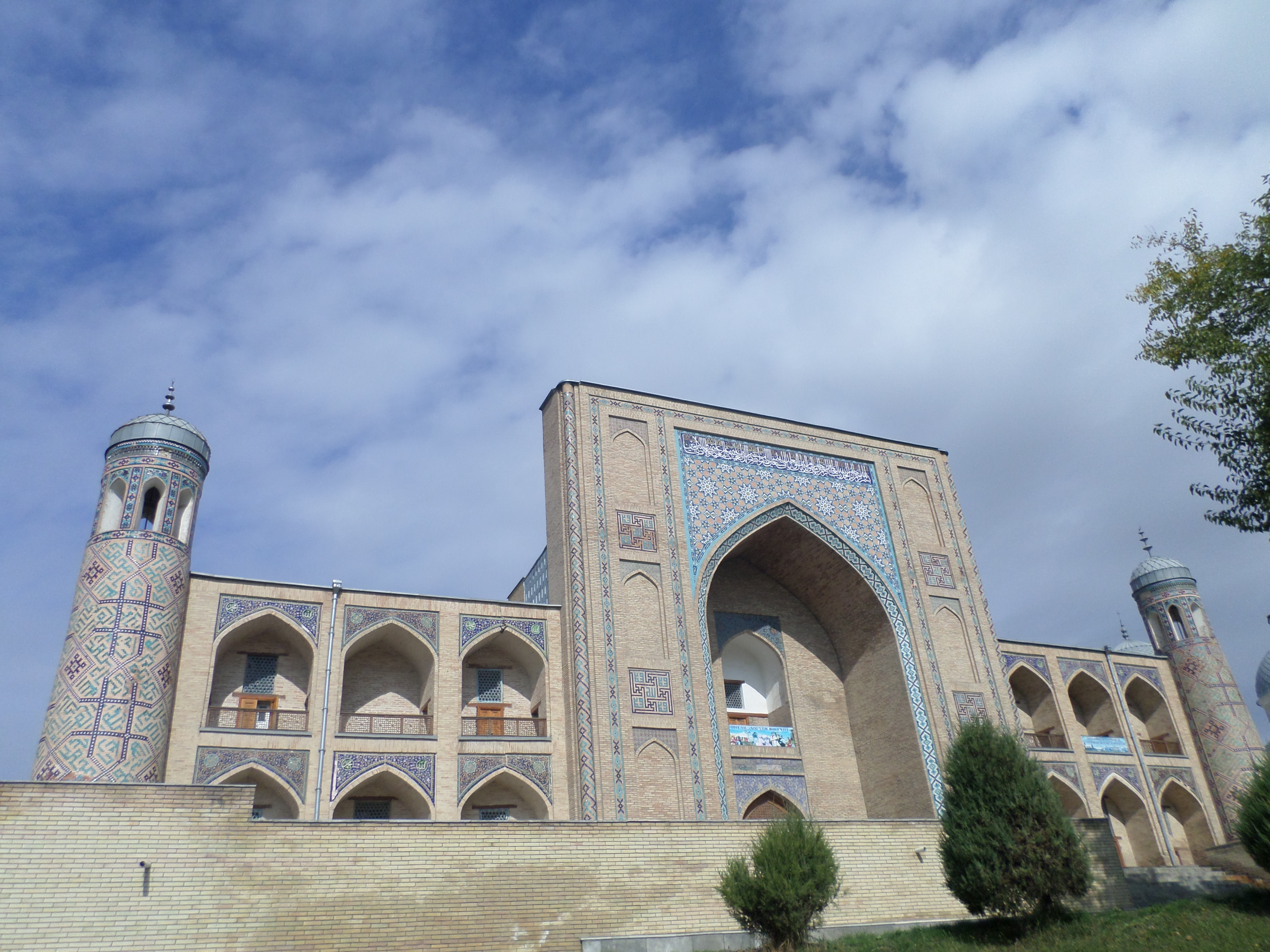
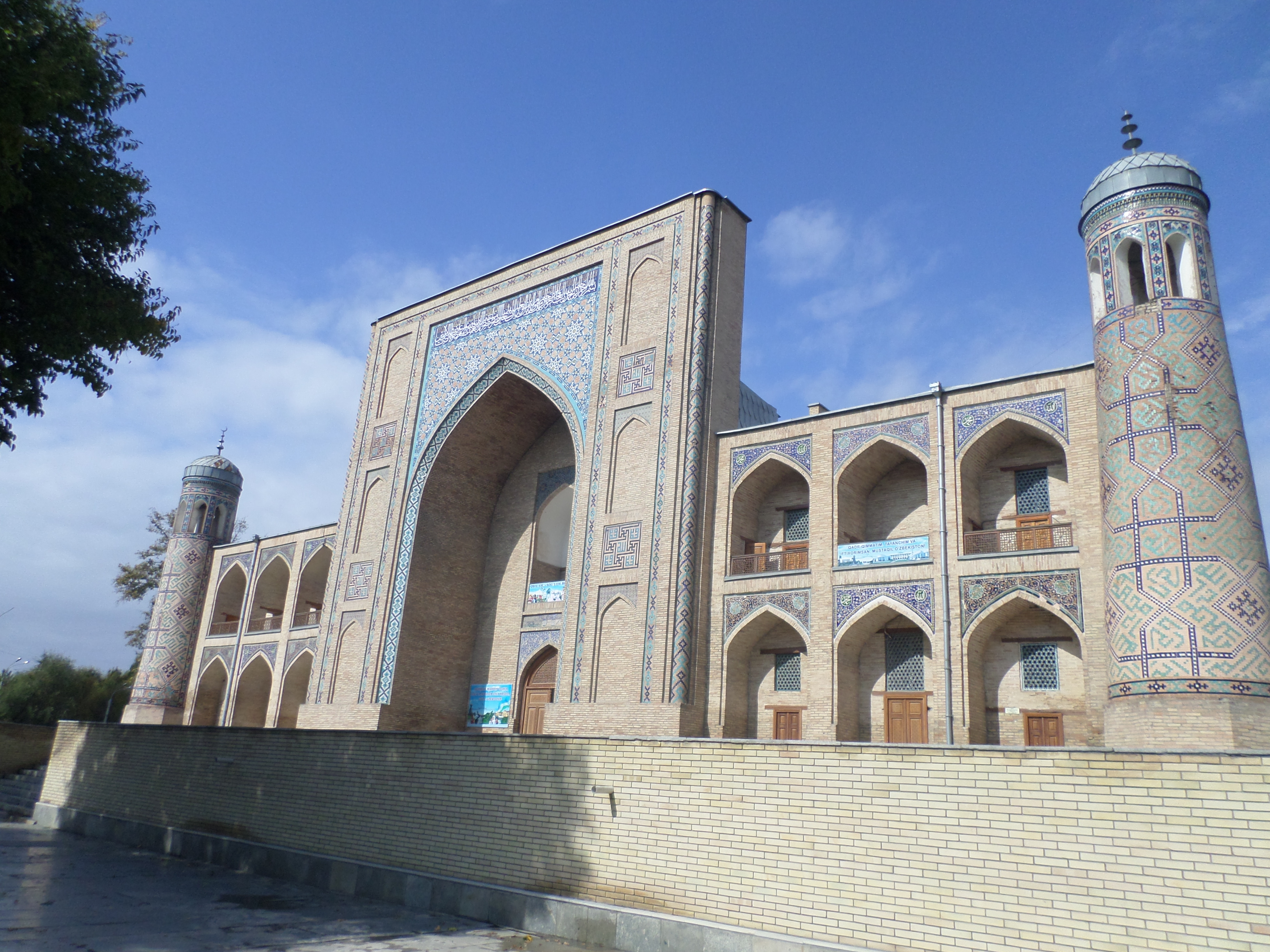
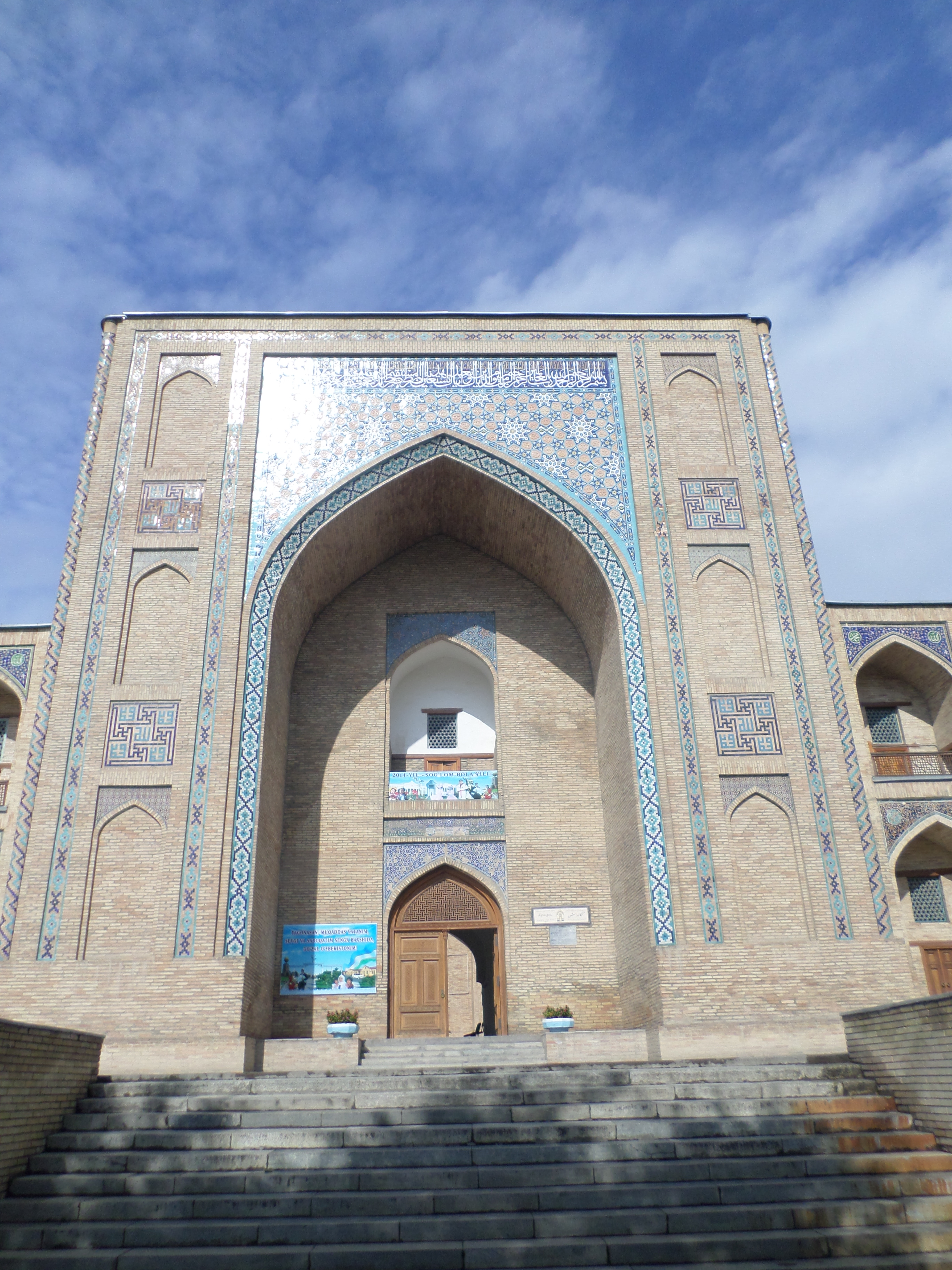
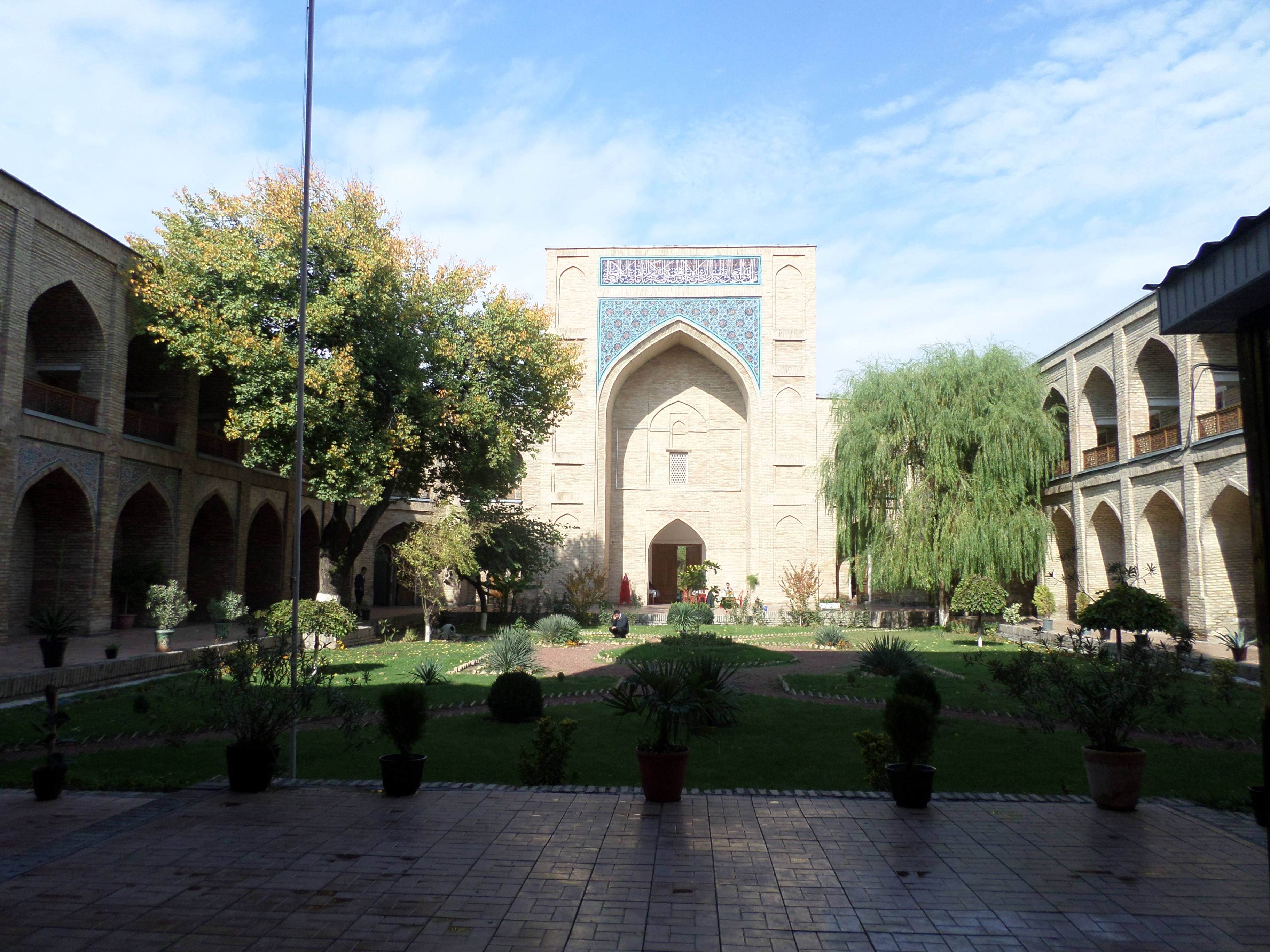
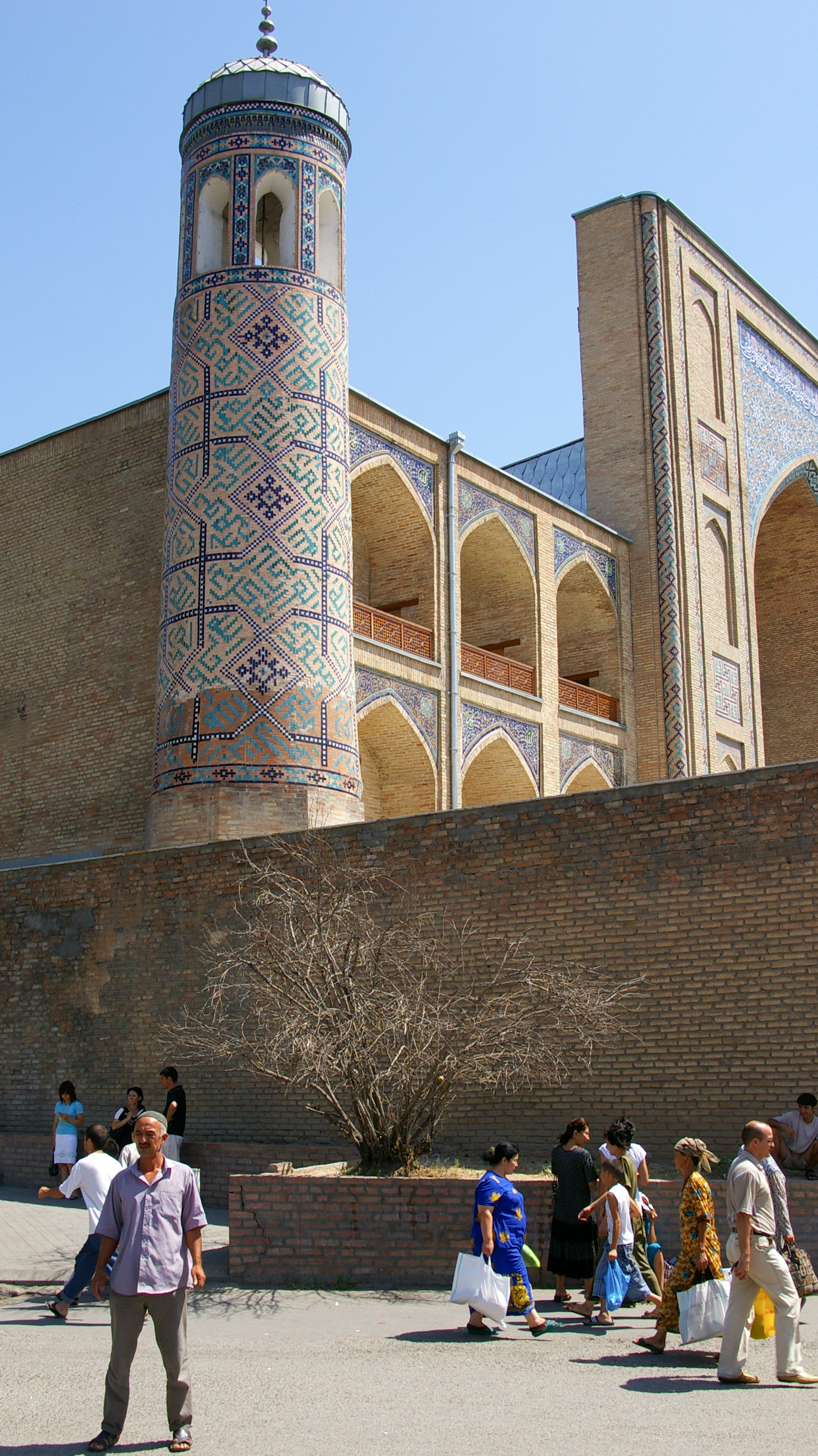
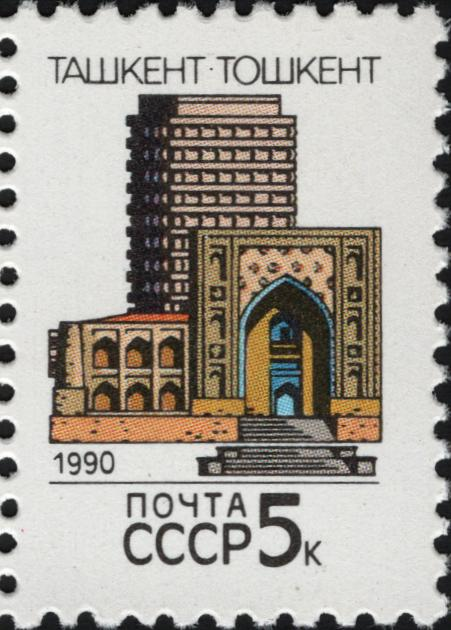